# Wabash River
Der Wabash River ist ein 765 Kilometer langer Zufluss des Ohio Rivers und der größte Zufluss des Ohios auf der Nordseite. 

## Verlauf
Er entspringt bei St. Henry, OH im Nordwesten des Bundesstaats Ohio und verläuft bald danach quer durch Indiana. Südlich von Terre Haute bildet er die Grenze zwischen Indiana und Illinois. Seine größten Zuflüsse sind der Tippecanoe River und der White River, beide in Indiana. Der Little Wabash River und der Embarras River aus Illinois sind ebenfalls Nebenflüsse des Wabash River.

## Bedeutung
Der Wabash River ist der offizielle „Staatsfluss“ von Indiana und wird auch im Staatslied On the banks of the Wabash, far away von Paul Dresser genannt. Nach dem Fluss ist auch die Wabash Railroad benannt, die wiederum Namensgeber für den Zug (und das entsprechende Lied) Wabash Cannonball war. Weil er eine sehr lange staudammfreie Strecke (661 Kilometer, von Huntington, IN bis zu seiner Mündung) aufweist, ist er auch als Angelrevier mit typisch nordamerikanischen Fischen wie Katzenwels, Zander und Karpfen interessant. Er bietet auch die längste staudammfreie Flussstrecke östlich des Mississippi River.

## Erdbeben
Der Wabash fließt durch das aktive Erdbebengebiet Wabash Valley seismic zone.

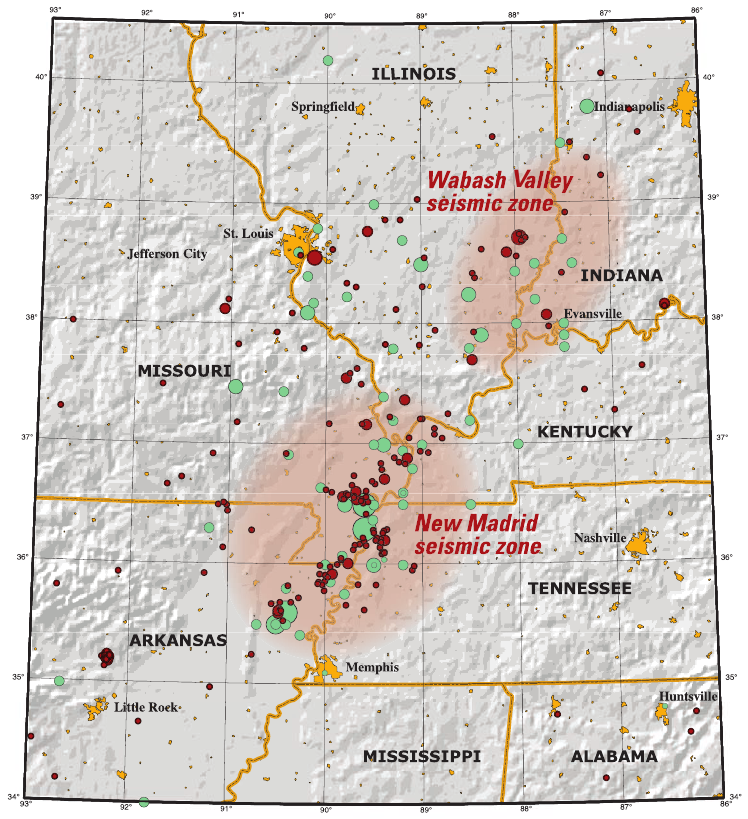
Karte des New-Madrid- und Wabash-Erdbebengebietes
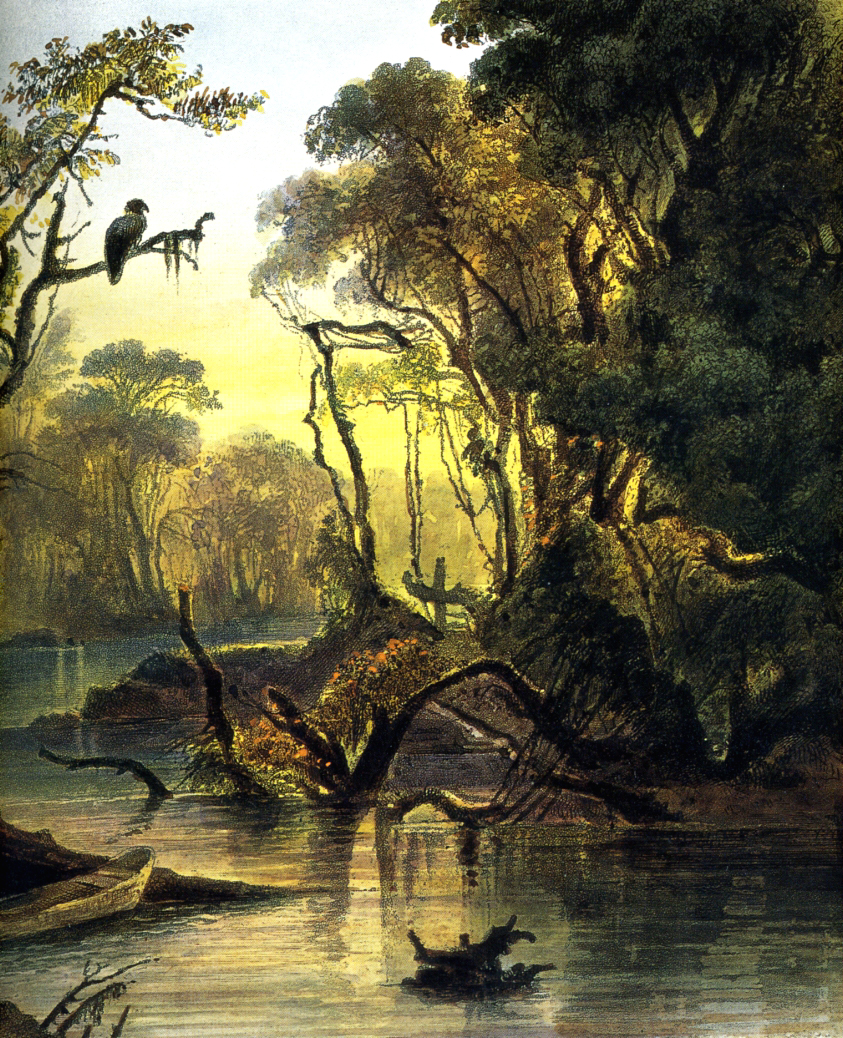
Der Wabash River bei New Harmony. Ausschnitt aus dem Gemälde Cutoff River Arm des Wabash von Karl Bodmer.